# Kamčatski tjesnac
Kamčatski tjesnac (rus. Камчатский пролив ) je 191 km širok tjesnac uz kopnenu obalu Kamčatskog kraja na ruskom Dalekom istoku.

## Geografija
Odvaja kopneni poluotok Kamčatku od Beringovog otoka, iz skupine Komandirskih otoka.
Tjesnac Kamčatka povezuje Beringovo more na sjeveru s Tihim oceanom na jugu.